# Heraclius (asociat)
Heraclius (n. secolul al VII-lea d.Hr., Constantinopol, Imperiul Roman de Răsărit) a fost un principe bizantin, numit în 659 co-împărat (Augustus) împreună cu fratele său Tiberius. În 681, a fost mutilat din ordinul fratelui său mai mare Constantin IV. Din acel moment nu a mai domnit.